# Heckler & Koch MG5
A Heckler & Koch MG5 (em fase de desenvolvimento também conhecida como HK121) é uma metralhadora de uso geral 7,62×51mm NATO alimentada por fita, fabricada pelo fabricante alemão de armas de fogo Heckler & Koch. A MG5 se assemelha à metralhadora leve Heckler & Koch MG4 de 5,56×45mm NATO, que foi adotada no serviço militar alemão em 2015.

## História
O trabalho na MG5 começou, sob a designação HK121, logo após o desenvolvimento da metralhadora leve MG4 que a Heckler & Koch apresentou inicialmente como HK MG43 na feira MILIPOL 2001 em Paris. Um protótipo da HK121 foi apresentado a um público maior pela Heckler & Koch no 14º dia da infantaria em julho de 2010 em Hammelburg.
Em junho de 2013, foi anunciado que a Alemanha estava testando e avaliando 65 amostras e planejava comprar pelo menos 7.114 metralhadoras para a Bundeswehr durante 2014-2017, em um negócio que com o tempo poderia crescer para 12.733 MG5.
A MG5 foi projetada para ser modular, pretendia substituir a metralhadora MG3 que estava em serviço na Alemanha desde 1959, e começou a substituí-la em 2015. Segundo a Bundeswehr, a MG5 é mais precisa que a MG3. O alcance efetivo no bipé é, portanto, maior. A cadência cíclica reduzida da MG5 usa menos munição e o operador pode ajustar a coronha de acordo com as preferências ergonômicas individuais. Até 2022, a MG5 deverá substituir a MG3 no serviço da Bundeswehr.
Para o desenvolvimento e utilização de um ferrolho especial para cartuchos de treino, o Governo Federal Alemão destinou um orçamento de 7,3 milhões de euros. Os custos para integrar a MG5 em vários suportes de tripés e estações de montagem de armas de uso alemão são estimados em cerca de 60 milhões de euros.

## Variantes
| MG5 (Universal)          | 1.160 mm (960 mm) | 550 mm | 239 mm | 120 mm | 11,20 kg (3,00 kg) |
| MG5 A2 (Infantaria)      | 1.160 mm          | 460 mm | 285 mm | 120 mm | 9,90 kg (2,50 kg)  |
| MG5 A1 (Montada)         | 1.055 mm          | 663 mm | 195 mm | 120 mm | 10,00 kg (3,24 kg) |
| MG5 S (Forças Especiais) | 1.012 mm          | 550 mm | 239 mm | 171 mm | 12,10 kg (3,00 kg) |
| 1. 2. 3.                 |                   |        |        |        |                    |

## Operadores

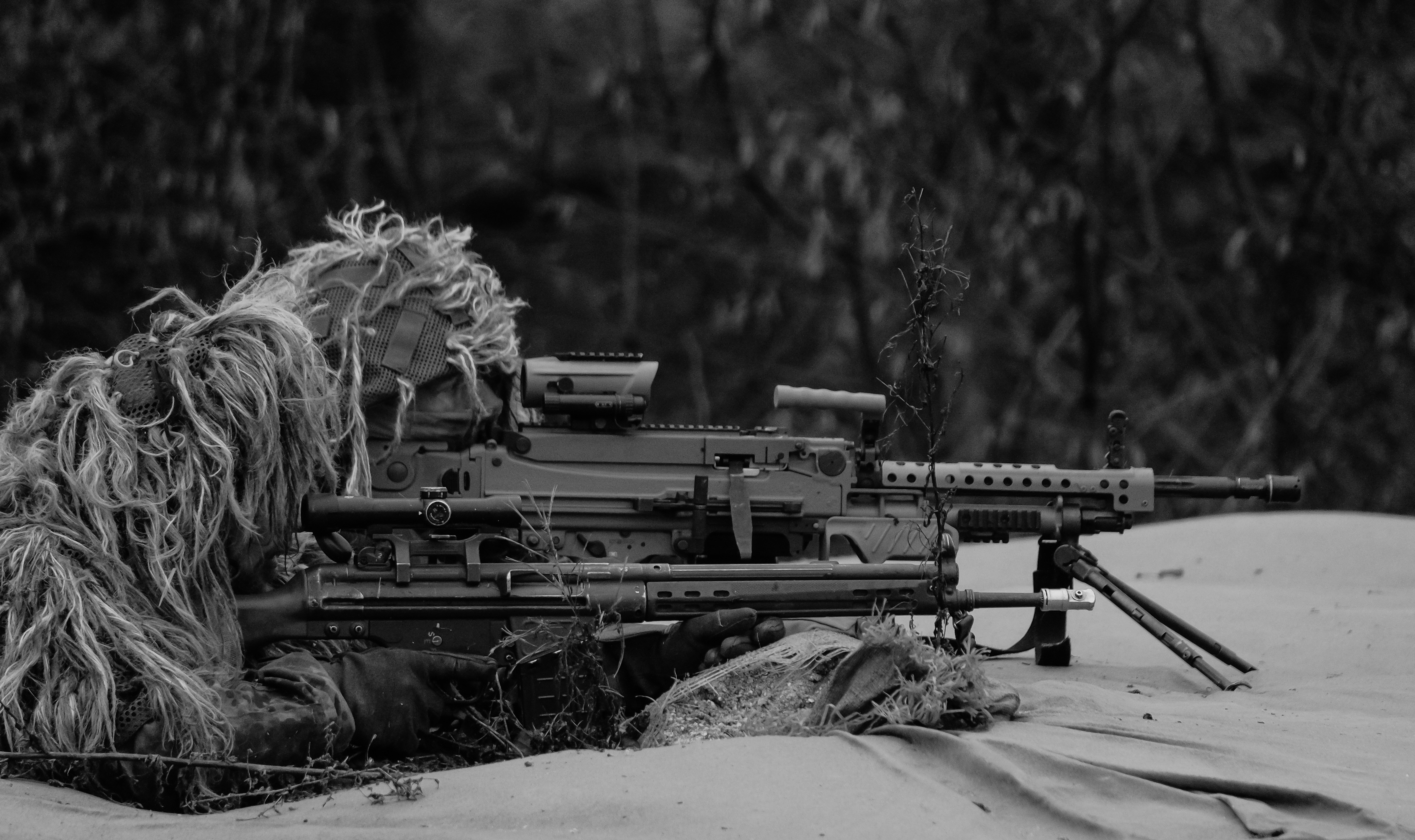
Soldado alemão na retaguarda armado com uma MG5

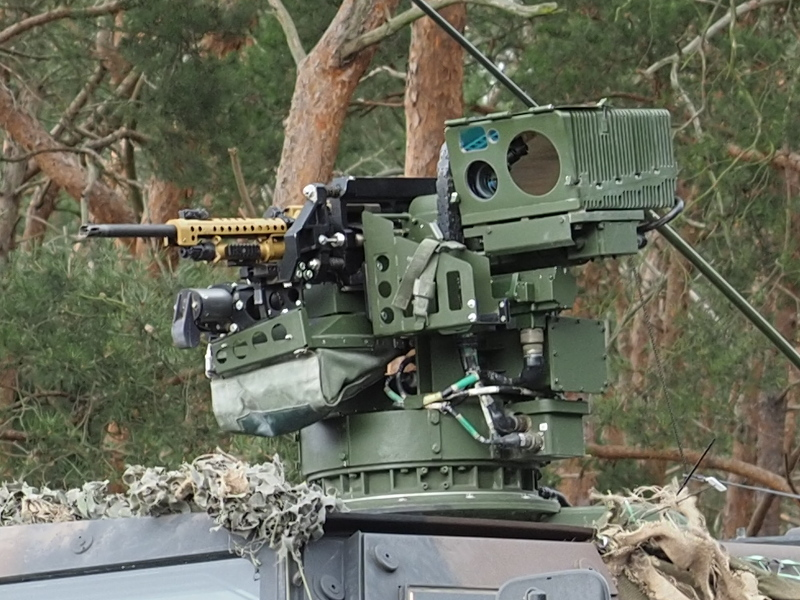
Estação de arma remota FLW 100 armada com uma MG5 A1 montada em um ATF Dingo da Bundeswehr

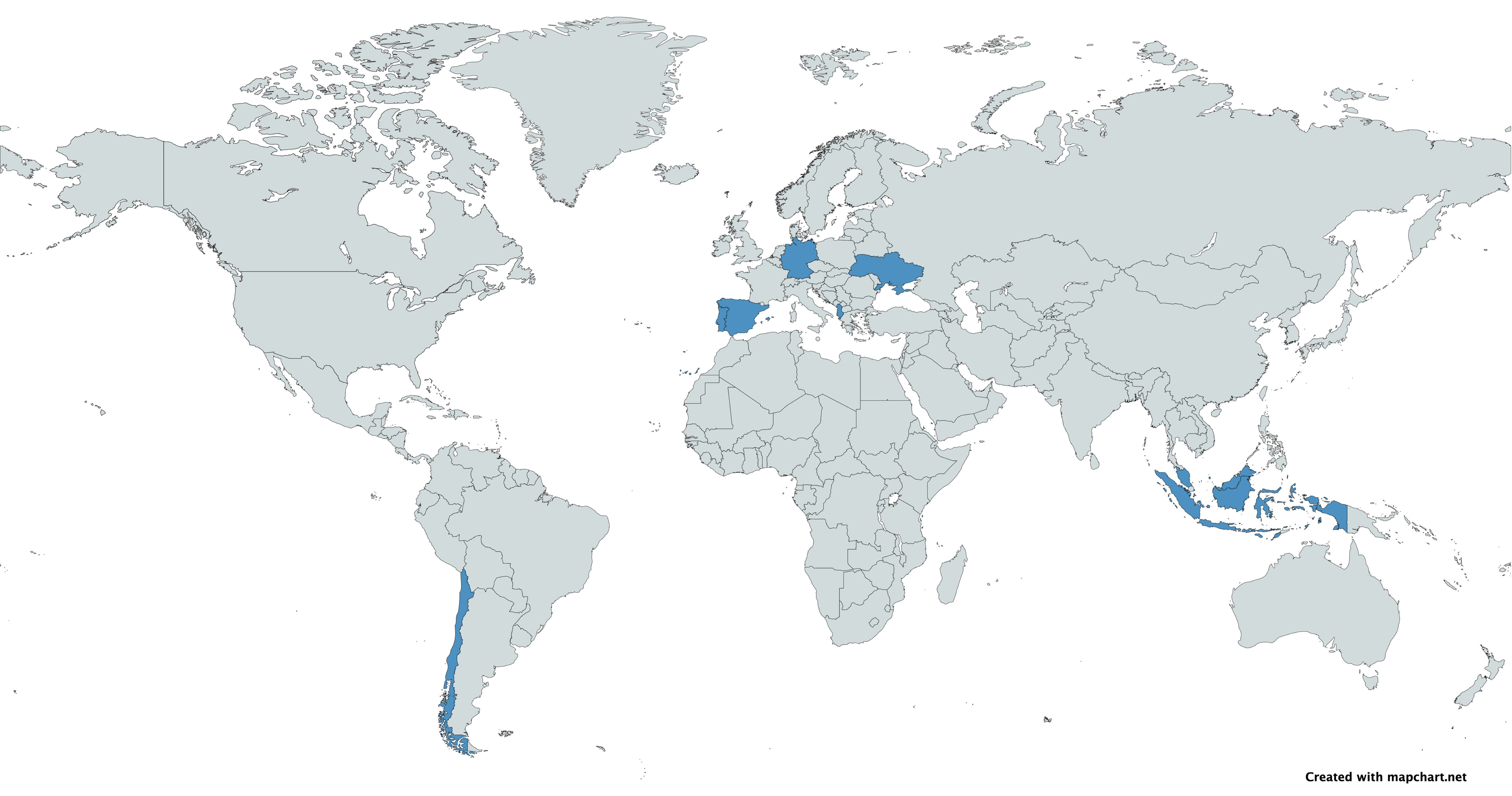
Mapa com operadores da Heckler & Koch MG5 em azul

- Albânia: Usada pelo Comando das Forças Conjuntas da Albânia.[7]
- Chile: Adquirida pelo Corpo de Fuzileiros Navais do Chile em 2014.[8][9]
- Alemanha: Quinze armas de pré-produção da Bundeswehr designadas como MG5.[10] Primeiro lote de 1.215 MG5 encomendado em 15 de março de 2015 por cerca de 20 milhões de euros.[11] O processo de aquisição de 12.733 unidades, com um preço de cerca de 200 milhões de euros, foi adiado devido a questões de precisão.[12] Em setembro de 2018, cerca de 4.400 MG5 foram entregues à Bundeswehr.[13] Até o final de 2019, esperava-se que cerca de 7.000 MG5 fossem entregues.[14] A Bundespolizei designou a MG5 A1 usada em 42 estações de armas remotas FLW 100 encomendadas para seus veículos blindados.[15][16][17] Em junho de 2021, a mídia alemã informou que a Bundeswehr tinha 7.472 MG5 disponíveis e mais de 11.000 MG5 adicionais foram encomendadas em uma aquisição de 175 milhões de euros. No final de 2024, dois terços destas armas adicionais deverão ser entregues, com o restante a ser entregue até 2025 e a Alemanha esforça-se para comprar cerca de 19.000 MG5 com uma opção para cerca de 4.000 unidades adicionais no futuro.[18]
- Indonésia: Usada pelas unidades Kopaska e Taifib.[19]
- Malásia: Usada pela Agência de Fiscalização Marítima da Malásia.[9]
- Portugal: Usada pela Força Aérea Portuguesa (NOTP, Núcleo de Operações Táticas de Projeção).[20]
- Espanha: Comando de Operações Especiais.[21]
- Ucrânia: Forças Armadas da Ucrânia.[22]